# Komodski varan
Komodski varan (Varanus komodoensis) poznat je još kao komodski zmaj  je gušter u rodu varana.

## Opis
Može narasti do 3 metra (10 stopa) i težiti od 80 do 120 kg. Te velike dimenzije pripisuju se sporom metabolizmu komodskog varana što zahtijeva veliki želudac životinje, te pojmu otočnog gigantizma što je posljedica izostanka drugih sisavaca mesoždera koji bi konkurirali varanu u otočnoj ekološkoj niši. Stoga su ti gušteri zbog svoje veličine alfa predatori i dominiraju u ekosustavu u kojem žive.

## Ishrana
Ova vrsta je, kao i gotovo svi varani, mesožder no prvenstveno strvinar. Zna loviti i živi plijen tako da se prikrada, a kad je dovoljno blizu naglo potrči prema plijenu (komodo varan može doseći brzinu od 20 km/h) te ga zgrabi snažnim ugrizom. Usprkos nedokazanom mišljenju da varani posjeduju bakterije u slini koje su glavni razlog stradavanja plijena, ta teorija je svoje mjesto našla u dokumentarcima, udžbenicima i knjigama. Međutim, 2009. godine je dokazano da varani posjeduju otrov kojim ubijaju plijen te otrovni sustav daleko najsloženiji kod svih gmazova uključujući i zmije otrovnice. U ustima posjeduju jedan veliki stražnji spremnik te pet manjih spremnika za otrov koji se nasumično otvaraju između zubi. Nemaju otvore na zubima kao što je to kod zmija otrovnica ili ostalih otrovnih guštera. Njihov otrov sadrži nekoliko toksina, kao što su AVIT, CRISP, kalikrein, natriuretik te fosfolipazu A2 tipa III. Ti toksini djelujući zajedno kod žrtve varana izazivaju nekontrolirano krvarenje i hipotenziju zbog antikoagulativnih promjena u sastavu krvi te naglog pada tlaka što dovodi do šoka, a plijen se do kraja imobilizira utjecajem hiperalgezijskog grčenja od strane AVIT toksina. Intravenozna doza od 0.1 mg/kg otrova dovodi do duboke hipotenzije, a 0.4 mg/kg je dostatno da izazove hipotenzijski šok.
Komodo varani jedu bilo koju životinju koju pronađu i mogu savladati, od veličine divlje svinje, jelena, manjih sisavaca, a zabilježene su i ljudske žrtve, no najčešća prehrana su razne strvine koje pronalaze u svom staništu. Također su zabilježeni slučajevi iskopavanja ljudskih trupala iz lokalnih groblja (u blizini njihovog prirodnog staništa) koja nisu bila zakopana dovoljno duboko. Kako napadaju sve što su u stanju savladati, i mlade komodo varane doživljavaju kao plijen. 
Tijekom prošlog stoljeća je stradalo dosta ljudi od ugriza varana. Dio ljudi koji su preživjeli njihov ugriz u pravilu su preboljeli vrlo teške oblike sepse kao posljedicu varanove otrovne sline.

## Razmnožavanje
Parenje je između svibnja i kolovoza, a jaja polažu u rujnu. Ženka leže jaja u zemlji ili brlozima. Jaja su zaštićena, no mladunčad (100g/40cm) su ugrožena od trenutka kad se izlegu iz jaja, nerijetko i od vlastite majke. Instinktivno se odmah pokušavaju popeti na najbliže stablo jer su tamo relativno sigurna od svojih velikih srodnika jer kad dosegnu određenu veličinu i težinu, više se ne mogu penjati, što omogućava mladuncima relativnu sigurnost. Za to vrijeme hrane se kukcima, ptičjim jajima i manjim gmazovima. Komodo varanima treba oko 5 godina da narastu 2 m, a mogu živjeti do 50 godina.

## Zaštita
Danas živi oko 6000 komodo varana koji nastanjuju Male sundske otoke, Indoneziju, uključujući i otok Komodo (1700), Rinku (1300), Gili Montag (100), Flores (možda 2000).
Europljani su se prvi put sreli s komodo varanima 1910., a svijetu ih je predstavio Peter Ouwens 1912. direktor Zoološkog muzeja u mjestu Bogor, Indonezija.
Radi zaštite komodo varana 1980. osnovan je Nacionalni park Komodo.

## Naziv
Radi njihove veličine i doista zastrašujućeg izgleda Englezi su im dali naziv "dragon", što znači "zmaj". Međutim, neki stručnjaci koji se bave mitologijom smatraju mogućim, da porijeklo srednjovjekovnih priča o zmajevima zapravo potječe s otoka Komodo. Smatraju da su još u davna vremena kineski mornari, sa svojih krstarenja vodama današnje Indonezije, donijeli priče o komodo varanima do arapskih trgovaca i da su oni poslužili kao podloga pričama o zmajevima. 

## Vanjske poveznice
|  | Zajednički poslužitelj ima stranicu o temi Komodski varan    |
|  | Zajednički poslužitelj ima još gradiva o temi Komodski varan |
|  | Wikivrste imaju podatke o taksonu Komodskom varanu           |